# والدورف (مریلند)
والدورف (به انگلیسی: Waldorf) شهری در ایالت مریلند کشور ایالات متحده آمریکا است که جمعیت آن در سرشماری سال ۲۰۱۰ میلادی، ۶۷٬۷۵۲ نفر بوده‌است.